# 酸性食品とアルカリ性食品
健康科学では食品が身体に与える影響を、いくつかの指標で判断して食品を酸性食品（さんせいしょくひん、Acid Food）やアルカリ性食品（アルカリせいしょくひん、Alkaline Food）に分類している場合がある。それらの理論ではその影響が論じられ、一般に酸による良くない影響が懸念される。こうした分類を参考にした食事法は、アルカリ食事法、酸・アルカリ食事法と呼ばれている。
スイスの生理学者、グスタフ・フォン・ブンゲによる、肉を食べると含硫アミノ酸が硫酸に変化し、体組織を酸性にするのでアルカリ性のミネラルを摂取する必要があると主張し、日本でも酸性・アルカリ性の議論が行われるようになった。日本では分類は無意味だという主張が重んじられた。高橋久仁子、左巻健男は、無意味だという説を一般書にて大衆に示してきた。
一方2007年に世界保健機関(WHO)は、タンパク質中の含硫アミノ酸、メチオニン、システインの酸が骨のカルシウムを流出させるため骨の健康に影響を与えるため、カリウムを含む野菜や果物のアルカリ化の効果が少ないときカルシウムを損失させるため骨密度を低下させると報告した。2010年の日本の管理栄養士の国家試験のテキストはこの分類を掲載している。医学的な研究は、骨や、高齢者の筋肉量の保存に関わり、尿路結石、痛風との関係を示してきた。1995年にPRALという指標が提唱されて以来、多くの研究が発表されるようになり栄養学教育に必要な知識となっている。

## 理論
理論的には血液を含む体液の酸塩基平衡は、呼吸により排泄される二酸化炭素と、腎臓の尿細管による炭酸水素イオンの生成量により決定されることが解明されているが、疾患をもつ場合や、食事の摂取が不十分の場合には、食事の種類や構成によって血液が酸性に傾くことがある。（ほか、薬物などの摂取によっても起こる）食事によって代謝性アシドーシス（血液を酸性化しようとする病態）が起こることも観察されており、また酸性の負荷が高く代謝性アシドーシスを起こす食習慣では骨密度を減らす影響があることや、心血管疾患のリスクを高めることが懸念されている。海外の栄養学的な疫学研究では、酸の多い食事は骨に悪影響があるとする結果が示されており、疫学に関する専門家によって食事指導が提案されている。
2002年に世界保健機関(WHO)は、動物性たんぱく質による酸性の負荷は、骨粗鬆症の発症に関してカルシウム摂取量よりも重要な要因ではないか、と報告している。2007年にWHOは、タンパク質中の含硫アミノ酸、メチオニン、システインの酸が骨のカルシウムを流出させるため骨の健康に影響を与えるため、カリウムを含む野菜や果物のアルカリ化の効果が少ないときカルシウムを損失させるため骨密度を低下させると報告した。このような過剰な食事性たんぱく質や塩化物、リンといった食物源による酸性の負荷に偏り、野菜や果物のようなアルカリ性の栄養素が多い食品をバランスよく食べていなければ慢性アシドーシスのリスクが上昇する。酸の影響は尿路結石の形成につながり、酸負荷の低下につながる肉の摂取量の減少は血圧や心血管に関わる死亡リスクを減少させる。

## 分類方法

### 基本的な方法
食品の酸性・アルカリ性は、食品そのものではなく、食品に含まれるミネラルが酸性かアルカリ性かを判断する。測定は、食品を燃やした灰を水中に入れて溶出成分を含む水溶液を調製し、その水溶液のpHを計測する。
酸性を示すミネラル
塩素、リン、硫黄
アルカリ性を示すミネラル
ナトリウム、カリウム、カルシウム、マグネシウム

### PRAL値
1995年、食品の腎臓への酸性の負荷をPRAL値（Potential renal acid load）という指標であらわす測定方法が考え出された。ラマーとマンツは生理学に基づいて、一般的な食品の酸性負荷PRALを算出する手法を開発しており、このPRALに基づいて酸排出量を計算することができる。後述するように尿路結石を予防するためには尿をアルカリに傾ける必要があるが、PRALの指標を食品の選択に用いることができる。酸性の食事が骨の健康を損ねるので、この目的でも用いられる。
この分類では、卵黄やアルカリ分が残っていないチーズは酸性度の最も高い食品とされ、野菜や果物はアルカリ性の食品に分類される。

## 食品
1890年前後にこの概念を提唱したのは、スイスのバーゼル大学の生理学者、グスタフ・フォン・ブンゲで、肉を食べると含硫アミノ酸（当時は硫黄と呼ばれた）が硫酸に変化し、体組織を酸性にするのでアルカリ性のミネラルを摂取する必要がある、と主張した。アルカリを欠乏させないことで健康を保つことができるということである。
一般的には下記のように分類されている。
アルカリ性食品野菜（ほうれん草、ゴボウ、サツマイモ、ニンジン、里芋、キュウリなど）、果物（メロンなど）、海藻（ひじき、ワカメ、昆布等）、キノコ、大豆製品、梅干しなど
ナトリウム・カルシウム・カリウム・マグネシウムを含む食品
酸性食品肉類（豚肉、牛肉、鶏肉など）、魚類、卵、砂糖、穀類（米、酢、小麦等）など
硫黄やリンを多く含む食品
このように分類する観点から考えれば、高タンパク高脂肪に偏りがちな「欧米化した食生活」では酸性食品を多量に摂取し、アルカリ性食品が不足しがちである。
女子栄養大学出版部の『酸とアルカリ』では、砂糖は体内で酸性の乳酸を作るという根拠によって酸性食品に分類している。

## 日本
日本でも国立健康・栄養研究所の西崎弘太郎が、食品の酸性度やアルカリ度を発表しているが、日本の栄養学ではこうした主張はなくなっていった。1984年の日本の病理学書によれば、「重度の脱水症によってアシドーシス（血液が酸性化すること）が起こる」としか書かれていない。
1980年代後半になると、健康法ブームに対して、日本の栄養学から様々な生理学的、栄養学的矛盾点が指摘されるようになり、1990年前後に、体液を酸性にすることはなく病気の予防にも関係がないために無意味な分類だ、とされた。
犬伏知子の1992年の論文では、1950年代から90年代までの酸性・アルカリ食品の是非に関する栄養学の27の論文を精査した結果、1956年の1つの論文でのみ酸性食・アルカリ性食によって代謝性アシドーシスが起こったという臨床実験が行われているだけであり、他の論文には自説を根拠づける実験や実験の引用はなかった、と報告した。また同じ報告では、体内のアルカリ度は変化せず、それによって病気を予防できるわけでもないのでこのような食品の分類は意味がないという内容である山口迪夫の『アルカリ性食品・酸性食品の誤り』を「総論的に結果を述べた正規の評論である」と結論づけた。
そして、「分類は無意味だ」という説を高橋久仁子や左巻健男が一般書を通じて流布した。
2010年時の管理栄養士の国家試験を目標とした教科書である『新しい臨床栄養学』の5版では、主に動物性食品を酸性食品に、主に植物性食品をアルカリ性食品に分類している。女子栄養大学副学長の香川靖雄らは、アメリカ合衆国で管理栄養士の教科書として使われている『栄養学と食事療法大事典』を翻訳した。医学的栄養療法の章に「尿pH 食事に対する影響」というコラムがあり、続く尿路結石への栄養介入の説明で何度かこのコラムを参照している。コラムの内容はPRALとアルカリ性食品と食品による酸の生成である。指標PRALを用いた研究が開始されているため、日本で栄養学教育に必要な知識に返り咲いた。

### 二木式健康法
日本では、1921年には医学会の重鎮であった二木謙三が述べる健康法の理論の一つとなっていた。二木は、体内に乳酸が発生し酸過剰になると働けなくなるが、血中にアルカリが多くあれば、これを中和できると述べ、耐久力を説明する根拠としていた。酸性食品を食べることによって血液のアルカリ度が不足すれば、アルカリを体内から補充しなければならないが、逆にアルカリ度が足りていれば身体に蓄積されると言っている。酸性である動物性の食物を食べれば、骨や歯を溶かしてアルカリを補充しなければならないと言った。食品の骨まで食べればアルカリがたくさんとれるので「アシドーシス（酸過剰）」に傾かないと述べた。
しかし2000年代以降、研究によってアシドーシスには筋肉疲労を逆に防ぐ作用があることが示唆されている。詳しくは乳酸の項を参照。

## 疫学研究
医学においては「根拠に基づく医療」が提唱され、臨床実験に基づいた診療ガイドラインが策定されている。2004年の『尿路結石症診療ガイドライン』には、動物性蛋白質や砂糖や塩分といった食品は、体液を subclinical acidosis（酸性）にするため、カルシウムを排出させこれが病気のリスクとなることが記載されている。
1987年の『デヴリン生化学―臨床との関連』下巻では、慢性的なアシドーシス（酸性化）の場合、骨からアルカリを引き出して血液のpHを保つため骨軟化症が現れるが、電解質となるアルカリを与え補充することで骨が回復することが分かっていると記載されている。
ヒトの血液のpHは、正常な状態ではpH7.35～7.45と若干のアルカリ性を示している。しかし、体内からミネラルを補充したり、尿に余分なミネラルを排出することで血液や体内のpHが保たれているので、骨や尿は摂取する食品の影響を受ける。尿はpH4.5-7.0の範囲で変化する（他の文献で4.5-7）。2000年の『一般生化学』のテキストによれば、肉のたんぱく質には硫黄とリンが多く、硫酸とリン酸という形で遊離するため酸性の代謝物となり、植物性の食品は有機酸のアルカリ塩が豊富である。
アルカリ性食品の一つのクエン酸を体が受け入れられる量以上に摂取すると尿中にクエン酸アニオンが大量に排泄される為に尿をアルカリ性にする（過剰なアニオンが尿中に排泄されれば同様で食塩の塩化物アニオンが尿中に大量に排泄されてもアルカリ性となる;出典メルクマニュアル12章）。
18～22歳の日本人女性で、酸性の負荷の高い食事は、心血管代謝症候群（cardiometabolic syndrome）のリスクが高い。食事の酸性度スコア（PRAL値）が高いほど総死亡と循環器系疾患死亡のリスクの上昇が認められた。アルカリ性食品、特にカリウムの摂取が多い場合、高齢者の筋肉量が保存できる可能性がある。

### 骨密度、骨粗鬆症への影響
カルシウム・パラドックス
2002年のWHOの報告書では、カルシウムの摂取量が多い国に骨折が多いというカルシウム・パラドックスの理由として、カルシウムの摂取量よりも、タンパク質によるカルシウムを排出させる酸性の負荷の悪影響のほうが大きいのではないか、と推論されている。
たんぱく質による骨密度低下
ハーバード大学で、栄養学を教えているウォルター・ウィレット教授は、タンパク質を摂取しすぎれば酸を中和するために骨が使われるので骨が弱くなる可能性がある、として注意を促している。
砂糖や動物性食品による骨密度低下およびそれを防止する食品
海外の骨粗鬆症の診療ガイドラインである『骨粗鬆症 診断・予防・治療ガイド』では、砂糖や動物性食品はカルシウムを奪う「骨泥棒」とされ、骨粗鬆症の予防のためアルカリ性食品を摂取するように言及している。また、そうしたことで発生した血中の酸を中和するのは骨の仕事だと解説している。閉経後の女性に体内の酸を中和する量のアルカリを与えた結果、排出されるカルシウムが減り、骨形成を促進すると考えられた。ハムスターに多量の砂糖を与えたら骨粗鬆症が起こった。ラットに多量の砂糖を与えたら骨量が低くなった。野菜と果物を多く食べた子供は尿中のカルシウムの排出量が少なかった。野菜と果物の摂取量が多いほど骨密度が高いという研究結果が老若男女それぞれにある。
こうして酸性を中和するために溶出したカルシウムは、尿路結石のリスクも上げる。

### 尿路結石
結石は食品によるアルカリ性の減少と酸生成の増加によって尿の pH が低下することで形成される。
厚生科学研究班が診療ガイドラインを作成しており、食事に気をつけることで再発を予防するという指導がある。蓚酸（シュウ酸）の量に気をつけながら、果物や野菜を増やすことで尿の pH を上げ結石を溶けやすくする。カルシウムを多めに摂取する。動物性タンパク質の摂取が多い場合、尿中にカルシウムが多く排出されており、ベジタリアンのように動物性タンパク質の消費が少ない場合はカルシウムの排出は少なかった。

### 高尿酸血症・痛風
高尿酸血症や痛風の治療として、アルカリ性食品を多く酸性食品を少なく食べることで、尿の pH を高く保つ必要がある。

### 歯科疾患
糖類が口腔内を酸性に傾ける度合いは、砂糖が最も強く、デンプンやキシリトールは少ない。食品を口に入れた直後である数分後に口腔内はpH4～6に最も酸性に傾き、その後1時間ほどでゆっくりアルカリ性に回復するが、臨界pHであるpH5.5以下の酸性に傾いているとき歯が溶けてう蝕（虫歯）が進行すると考えられている。

#### 口腔内を酸性・アルカリ性に傾ける飲食品
2003年のWHOとFAOの報告では、二糖類（砂糖など）や、単糖類（ブドウ糖や果糖など）の摂取量の増加や摂取頻度の増加はう蝕のリスクを確実に上げると報告している。砂糖の主成分であるスクロースが、最も口腔内で酸を生産する能力が高い。厚生労働省によって行われている21世紀における国民健康づくり運動（健康日本21）では、間食としての甘味食品・甘味飲料、特に砂糖がう蝕を誘発するとし、糖類に関する正確な知識の普及と1日3回以上摂取する群の減少を国策としている。
同2003年のWHO/FAOの報告は、反対に、堅いチーズはう蝕を予防する可能性が高く、牛乳は予防する可能性があると報告している。こうした乳製品は口腔内をアルカリ性に傾けることでう蝕を予防する。
トゥースフレンドリー協会は、歯が溶け出す臨界pHまで下がらない、口腔内がpH5.7以下にならない食品に「歯に信頼マーク」をつけることを認定している。